# Brian Kelly
Brian Kelly (Detroit, 14 de febrero de 1931-Voorhees, 12 de febrero de 2005) fue un actor estadounidense, conocido principalmente por su papel de Porter Ricks, el padre viudo de dos hijos en la serie televisiva de la NBC Flipper, y por el de Scott Ross en el show de la ABC Straightaway, coprotagonizada por John Ashley.

## Biografía

### Inicios
Nacido en Detroit, Míchigan, era hijo del Gobernador de Míchigan Harry Kelly y de su esposa, Anne Veronica O'Brien. Kelly tenía tres hermanas y dos hermanos, uno de ellos su gemelo. Era sobrino suyo el actor Brian d'Arcy James.
Kelly sirvió en el Cuerpo de Marines de los Estados Unidos durante la guerra de Corea. Kelly se graduó en 1953 en la Universidad de Notre Dame en South Bend (Indiana), estudiando también en la Escuela de Derecho de la Universidad de Míchigan en Ann Arbor, Míchigan, durante el año previo a iniciar su carrera como actor. Antes de ello, y durante sus años en la universidad, Kelly actuó en anuncios comerciales radiofónicos y televisivos emitidos en Detroit.

### Carrera
Kelly fue a Hollywood a finales de los años 1950 al decidir hacerse actor. Tras pequeños papeles en Adventures in Paradise, The Beverly Hillbillies, y The Rifleman, Kelly fue uno de los protagonistas de dos series televisivas de corta vida, 21 Beacon Street (1959), con Dennis Morgan y Joanna Barnes y producida por la NBC, y Straightaway (1961-1962), con John Ashley, producida por la ABC.
En 1964 Kelly fue elegido para encarnar a Porter Ricks en el show familiar de aventuras Flipper. Kelly es recordado hoy en día por su convincente retrato de un responsable padre viudo. El éxito de Flipper, rodado en Miami y en las Bahamas, le permitió hacer una breve carrera en el cine, haciendo incluso un primer papel en Around the World Under the Sea (1966).

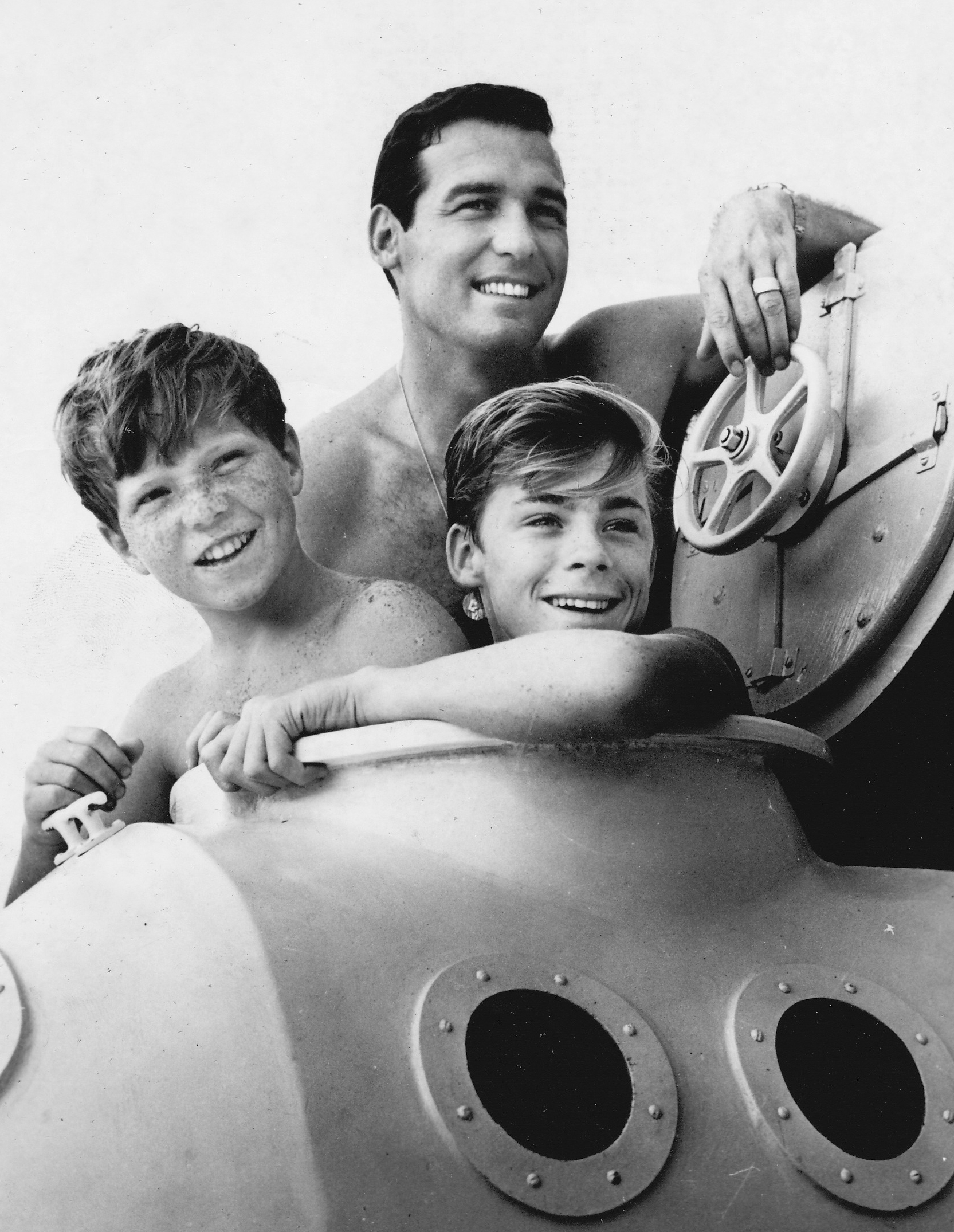
Kelly con Tommy Norden (izq.) y Luke Halpin (der.) en Flipper (1964)

En 1970, Kelly quería cambiar su imagen haciendo el primer papel de The Love Machine. Sin embargo, durante el rodaje sufrió un grave accidente de motocicleta, quedándole paralizados el brazo y la pierna derechos. John Phillip Law hubo de hacer el personaje. Kelly ganó un acuerdo legal sobre el accidente, pero tuvo que finalizar su carrera de actor. Él utilizó el dinero ganado con la demanda para dedicarse al negocio inmobiliario, trabajando después como productor cinematográfico. Así, fue productor ejecutivo de Blade Runner (1982), y productor asociado de Cities of the Wild (1996).

### Vida personal
Kelly se casó con la actriz Laura Devon en 1962, divorciándose ambos en 1966. En 1972 se casó con Valerie Ann Romero, con la que tuvo una hija, Hallie, en 1975, y un hijo, Devin, nacido en 1980. Brian Kelly falleció en febrero de 2005 a causa de una neumonía en el Municipio de Voorhees, en Nueva Jersey, dos días antes de cumplir los 74 años de edad.

## Filmografía

### Cine
| Año  | Film                           | Papel           | Notas |
| ---- | ------------------------------ | --------------- | ----- |
| 1963 | Thunder Island                 | Vincent Dodge   |       |
| 1964 | Flipper's New Adventure        | Porter Ricks    |       |
| 1966 | Around the World Under the Sea | Dr. Craig Mosby |       |
| 1968 | Shoot, Gringo... Shoot!        | Chad Stark      |       |

### Televisión
| Año         | Film                    | Papel                     | Notas                                                                 |
| ----------- | ----------------------- | ------------------------- | --------------------------------------------------------------------- |
| 1958        | Flight                  |                           | Episodio: "Mercy Commando"                                            |
| 1958        | Panic!                  | Randy Burke               | Episodio: "Fingerprints"                                              |
| 1959        | 21 Beacon Street        | Brian                     | Episodios: "The Rub Out", "The Hostage"                               |
| 1959        | Adventures in Paradise  | Capitán Rivers            | Episodio: "The Haunted"                                               |
| 1960        | Insight                 | Padre Bergen              | Episodio: "Fisher of Men"                                             |
| 1961 - 1962 | Straightaway            | Scott Ross                | 24 episodios                                                          |
| 1963        | The Beverly Hillbillies | 2.º policía Oficial Kelly | Episodios: "Elly's Animals", "Jed Plays Solomon"                      |
| 1964 - 1967 | Flipper                 | Porter Ricks              | Nominada al TV Land Award por relación favorita humano-mascota (2003) |
| 1970        | Company of Killers      | Nick Andros               |                                                                       |
| 1970        | Berlin Affair           | Paul Strand               |                                                                       |
| 1973        | Drive Hard, Drive Fast  | Mark Driscoll             |                                                                       |